# Кубок президента Кенії з футболу
Кубок президента Кенії з футболу (англ. FKF President's Cup) (офіційна назва Кубок GOtv) — футбольне змагання, яке щорічно проводить Кенійська федерація футболу серед футбольних клубів Кенії. Створений у 1956 році, проте з часу свого заснування неодноразово змінював назву. Кенійський аналог кубку України. У 2003 році в Кенії відбулися два різні кубкових змагання, оскільки 4 півфіналісти Кубка Президента вийли з Кенійської футбольної федерації та продовжили свій шлях у Кубку прозорості, а КФФ продовжив турнір з клубами, які поступилися у попередньому раунді.

## Переможці
| Кубок ФА Кенії       | Кубок ФА Кенії                                                                | Кубок ФА Кенії | Кубок ФА Кенії        |
| -------------------- | ----------------------------------------------------------------------------- | -------------- | --------------------- |
| 1956                 | «Ліверпуль» (Момбаса)                                                         |                |                       |
| 1962                 | «Ліверпуль» (Момбаса)                                                         |                |                       |
| 1964                 | «Луо Юніон»                                                                   |                |                       |
| 1965                 | «Луо Юніон»                                                                   |                |                       |
| 1966                 | «Луо Юніон»                                                                   | 4–2            | «Ліверпуль» (Момбаса) |
| 1967                 | «Абалуг'я Юнайтед»                                                            | 3–0            | «Мараголі Юнайтед»    |
| 1968                 | «Абалуг'я Юнайтед»                                                            |                |                       |
| 1969                 | «Накуру Ол Старз»                                                             | 1–0            | «Гор Магія»           |
| 1975                 | «Таскер»                                                                      |                |                       |
| Кубок виклику Кенії  |                                                                               |                |                       |
| 1976                 | «Луо Юніон» 0 — 0 КФА («Луо» переміг у післяматчевих пенальті з рахунком 3:2) |                |                       |
| 1981                 | «Гор Магія»                                                                   |                |                       |
| 1983                 | «Гор Магія»                                                                   |                |                       |
| 1984                 | «АФК Леопардс»                                                                | 2–1            | «Гор Магія»           |
| 1985                 | «АФК Леопардс» (колишній «Абалуг'я Юнайтед»)                                  |                |                       |
| Золотий кубок Мої    |                                                                               |                |                       |
| 1986                 | «Гор Магія»                                                                   | 1–0            | «Бандарі»             |
| 1987                 | «Гор Магія»                                                                   | 2–0            | «АФК Леопардс»        |
| 1988                 | «Гор Магія»                                                                   | переміг        | «Таскер»              |
| 1989                 | «Таскер»                                                                      | 1–1 (5–4)      | «АФК Леопардс»        |
| 1990                 | «Ріватекс»                                                                    |                |                       |
| 1991                 | «АФК Леопардс»                                                                | 1–0            | «Гор Магія»           |
| 1992                 | «Кенія Брюверіз»                                                              | 2–0            | «Бата Баллетс»        |
| 1993                 | «Таскер»                                                                      |                |                       |
| 1994                 | «АФК Леопардс»                                                                | 3–0            | «Кісуму Поста»        |
| 1995                 | «Ріватекс»                                                                    | 2–0            | «Юлінізі Старз»       |
| 1996                 | «Муміас Шугер»                                                                | 1–0            | «Релі»                |
| 1997                 | «Ельдорет КСС»                                                                | 4–1            | «АФК Леопардс»        |
| 1998                 | «Матаре Юнайтед»                                                              | 2–1            | «Ельдорет КСС»        |
| 1999                 | «Муміас Шугер»                                                                | 3–2 (дод. ч.)  | «Кост Старз»          |
| 2000                 | «Матаре Юнайтед»                                                              | 2–1 (дод. ч.)  | «АФК Леопардс»        |
| 2001                 | «АФК Леопардс»                                                                | 2–0            | «Матаре Юнайтед»      |
| 2002                 | «Кенія Пайплайн»                                                              | 1–0            | «Муміас Шугер»        |
| Кубок прозорості     |                                                                               |                |                       |
| 2003                 | «Уталії»                                                                      | 2–1            | «Гор Магія»           |
| 2004                 | «Кенія Комершиал Банк»                                                        | 1–0            | «Тхіка Юнайтед»       |
| Кубок президента     |                                                                               |                |                       |
| 2003                 | «Чемеліл Шугер»                                                               | 1–0            | «АФК Леопардс»        |
| 2005                 | «Ворлд Гоуп»                                                                  | 2–1            | «Таскер»              |
| 2006                 | Перерваний                                                                    |                |                       |
| 2007                 | «Софапака»                                                                    | 2–0            | «Гоумгроун»           |
| Кубок КФФ            |                                                                               |                |                       |
| 2008                 | «Гор Магія»                                                                   | 2–0            | «Поста Рейнджерс»     |
| FKL Cup              |                                                                               |                |                       |
| 2009                 | «АФК Леопардс»                                                                | 4–1            | «Конго Юнайтед»       |
| 2010                 | «Софапака»                                                                    | 2–0            | «Вест Кенія Шугер»    |
| 2011                 | «Гор Магія»                                                                   | 1–0            | «Софапака»            |
| Кубок президента ФКФ |                                                                               |                |                       |
| 2012                 | «Гор Магія»                                                                   | 0–0 (3–0 пен.) | «Софапака»            |
| Кубок GOtv           |                                                                               |                |                       |
| 2013                 | «АФК Леопардс»                                                                | 1–0            | «Гор Магія»           |
| 2014                 | «Софапака»                                                                    | 2–1            | «Поста Рейнджерс»     |
| 2015                 | «Бандарі»                                                                     | 4–2            | «Накуматт»            |
| 2016                 | «Таскер»                                                                      | 1–0            | «Юлінізі Старз»       |
| 2017                 | «АФК Леопардс»                                                                | 2–0            | «Каріобангі Шаркс»    |
| Кубок SportPesa      |                                                                               |                |                       |
| 2018                 | «Каріобангі Шаркс»                                                            | 3–2            | «Софапака»            |
| 2019                 | «Бандарі»                                                                     | 3–1            | «Каріобангі Шаркс»    |

## Клуби за кількістю перемог
| Клуб                                          | Перемог | Роки перемог                                               |
| --------------------------------------------- | ------- | ---------------------------------------------------------- |
| «АФК Леопардс» («Абалуг'я Юнайтед») (Найробі) | 10      | 1967, 1968, 1984, 1985, 1991, 1994, 2001, 2009, 2013, 2017 |
| «Гор Магія» (Найробі)                         | 10      | 1976, 1981, 1983, 1986, 1987, 1988, 1992, 2008, 2011, 2012 |
| «Таскер» («Кенія Брюверіз») (Найробі)         | 4       | 1975, 1989, 1993, 2016                                     |
| «Луо Юніон» (Найробі)                         | 3       | 1964, 1965, 1966                                           |
| «Ельдорет КСС» (Ельдорет)                     | 3       | 1990, 1995, 1997                                           |
| «Софапака» (Найробі)                          | 3       | 2007, 2010, 2014                                           |
| «Матаре Юнайтед» (Найробі)                    | 2       | 1998, 2000                                                 |
| «Ліверпуль» (Момбаса)                         | 2       | 1956, 1962                                                 |
| «Муміяс Шугер» (Муміяс)                       | 2       | 1996, 1999                                                 |
| «Бандарі» (Момбаса)                           | 2       | 2015, 2019                                                 |
| «Чемеліл Шугер» (Н'яндо)                      | 1       | 2003                                                       |
| «Кенія Пайплайн» (Найробі)                    | 1       | 2002                                                       |
| «Ворлд Гоуп» (Найробі)                        | 1       | 2005                                                       |
| «Каріобангі Шаркс» (Найробі)                  | 1       | 2018                                                       |